# Keep Holding On
Keep Holding On este cântecul principal inclus pe coloana sonoră a filmului științifico-fantastic Eragon, apărut în anul 2006. Compoziția oficială este acompaniată de vocea cântăreței de origine canadiană Avril Lavigne.

## Istoric
La începutul anului 2006, când Avril Lavigne începuse să compună noi piese pentru viitorul său material discografic, compania Fox Entertainment Group a contactat-o în vederea compunerii unui cântec pentru coloana sonoră a filmului Eragon. Interpreta a acceptat oferta și a creat două balade, dintre care numai una a fost aleasă pentru a fi promovată. Piesa, intitulată „Keep Holding On”, a fost o provocare la vremea respectivă pentru interpretă, care era nesigură de compatibilitatea creației sale cu firul narativ al peliculei. Cântecul a fost lansat în format digital la data de 28 noiembrie 2006.
Scrisă de către Lavigne și Lukasz „Dr. Luke” Gottwald, producătorul melodiei reprezintă o punte de trecere pentru artistă în cariera sa și de asemenea o perioadă de maturizare. Lavigne a fost contactată pentru a înregistra melodia de către Patrick Doyle, compozitorul coloanei sonore a filmului. Melodia a fost extrasă ca și primul single de albumul ce conține coloana sonoră a filmului. Keep Holding On este de asemenea inclusă și pe albumul The Best Damn Thing care a fost lansat pe data de 17 aprilie a anului 2007. Lavigne a descris piesa ca fiind diferită de restul albumului, care are un ritm mult mai rapid. Inițial, Avril a reînregistrat melodia, creând astfel o nouă versiunea a melodiei, pentru a o include pe albumul său, dar a renunțat la idee, incluzând originalul. Criticii au întâmpinat melodia cu aplauze descriind-o ca pe „o melodie superbă”.
Keep Holding On a reușit să obțină locuri înalte în topurile de specialitate din America de Nord, devenind un succes instantaneu. Producătorii săi nu se așteptau la un asemenea succes datorită faptului că pentru această melodie nu a fost filmat niciun videoclip și nu a beneficiat de o promovare specială. A fost propusă pentru a participa în cursa pentru premilul oscar la categoria Cel Mai Original Cântec însă nu a ajuns printre piesele finaliste. Keep Holding On a fost folosită și în finalul serialului american Mesaje de dincolo.